# Rhynchostegium brachypterum
Rhynchostegium brachypterum là một loài Rêu trong họ Brachytheciaceae. Loài này được (Hornsch.) A. Jaeger miêu tả khoa học đầu tiên năm 1878.